# Nid obscur
Nid obscur (titre original : The Dark Nest trilogy) est une trilogie littéraire de science-fiction placée dans l'univers étendu Légendes Star Wars. Elle sert de suite aux événements de la série Le Nouvel Ordre Jedi et de précurseur à L'Héritage de la Force et Le Destin des Jedi. Les trois romans qui la composent ont été écrits par Troy Denning.

## Résumé
Luke Skywalker lance un appel à tous les Chevaliers du Nouvel Ordre Jedi pour éviter à la galaxie de basculer dans le chaos. Mais le pouvoir de tous ces guerriers réunis ne sera peut-être pas suffisant pour combattre les dangers qui les menacent. Le conflit qui oppose les Chiss aux Killik menace d'anéantir toute forme de vie. Seule l'intervention des Jedi rétablira la paix : ils devront mettre fin au bain de sang versé par deux ennemis jurés tout en combattant le perfide démon qui s'étend sur le Nid Obscur, avec l'aide de la Reine invisible.

## Personnages
- Alema Rar
- Ben Skywalker
- C-3PO
- Cal Omas
- Cilghal
- Gorog
- Han Solo
- Jacen Solo
- Jae Junn
- Jagged Fel
- Jaina Solo
- Leia Organa
- Lowbacca
- Luke Skywalker
- Mara Jade Skywalker
- R2-D2
- Raynar Thul
- Saba Sebatyne
- Salle Serpa
- Tahiri Veila
- Tarfang
- Tekli
- Tenel Ka
- Tesar Sebatyne
- Welk
- Zekk

## Chronologie
1. Le Roi des affiliés (The Joiner King) - 35 ap. BY
2. Le Secret des Killik (The Unseen Queen) - 35 ap. BY
3. La Guerre de l'essaim (The Swarm War) - 36 ap. BY

## Le Roi des affiliés
Le Roi des affiliés est publié sous son titre original, The Joiner King, aux États-Unis par Del Rey Books le 26 juillet 2006,. Il est traduit en français par Gabriel Repettati et publié par les éditions Fleuve noir le 28 septembre 2006, avec alors 535 pages,. 

## Le Secret des Killik
Le Secret des Killik est publié sous son titre original, The Unseen Queen, aux États-Unis par Del Rey Books le 27 septembre 2005,. Il est traduit en français par Nicole Mallé et publié par les éditions Fleuve noir le 26 octobre 2006, avec alors 350 pages,. 

## La Guerre de l'essaim
La Guerre de l'essaim est publié sous son titre original, The Swarm War, aux États-Unis par Del Rey Books le 27 décembre 2005,. Il est traduit en français par Patrick Imbert et publié par les éditions Fleuve noir le 28 septembre 2006, avec alors 381 pages,.